# Mbale
Mbale ist eine Stadt im Osten Ugandas am Fuße des Mount Elgon mit 290.414 Einwohnern (2024). Sie ist die Hauptstadt des gleichnamigen Distrikts Mbale in der Eastern Region.

## Geschichte
Mbale entstand im beginnenden 20. Jahrhundert und wurde von europäischen Siedlern gegründet. Die Straßen der Stadt sind daher rasterförmig angelegt. Die meisten Gebäude stammen aus der Zeit des Zweiten Weltkriegs. Die Wirtschaft wird größtenteils von indischen Händlern regiert, die auch einen Großteil der Bevölkerung darstellen.
Die Stadt ist seit 1988 Sitz der Islamic University in Uganda (IUIU) und der Nationalparkverwaltung des Mount-Elgon-Nationalparks.

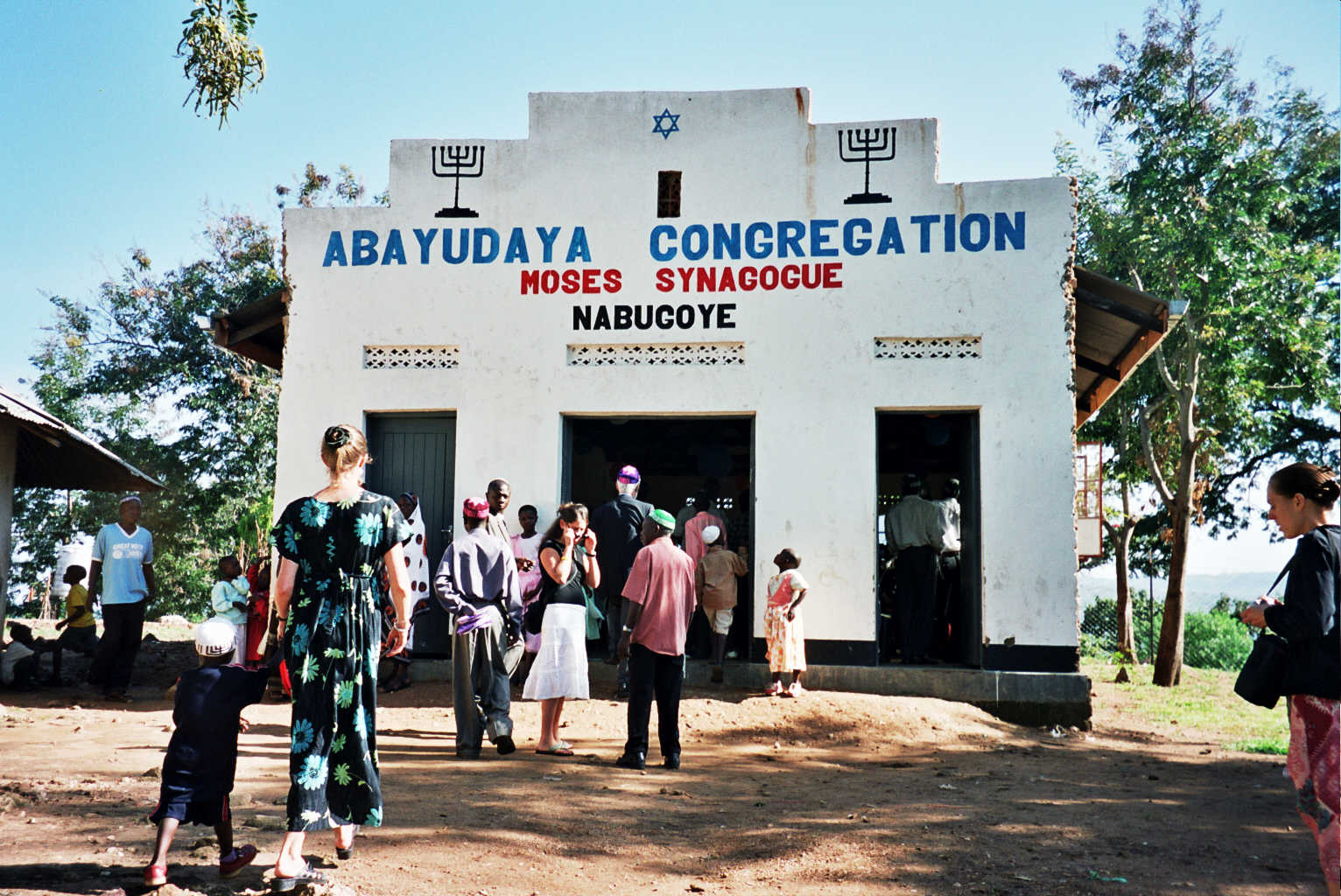
Synagoge der Abayudaya

## Religion
Die Stadt ist seit 1953 Sitz des römisch-katholischen Bistums Tororo, das 1999 zum Erzbistum Tororo erhoben wurde. Vorläufer war das 1894 errichtete Apostolische Vikariat Nilo Superiore. Hauptkirche ist die Cathedral of the Uganda Martyrs. Auch das Militärordinariat von Uganda hat seinen Sitz in Mbale.
Auch die Diözese Mbale der Kirchenprovinz Uganda der Anglikanischen Gemeinschaft hat hier ihren Sitz.
Bei Mbale lebt ein Großteil der Abayudaya, einer der wenigen Gruppen schwarzafrikanischer Juden.

## Bevölkerungsentwicklung
| Jahr                                       | 1969   | 1980   | 1991   | 2002   | 2014   | 2020    |
| ------------------------------------------ | ------ | ------ | ------ | ------ | ------ | ------- |
| Einwohner                                  | 23.544 | 28.039 | 53.987 | 71.130 | 92.857 | 111.300 |
| 1969–2024: jeweils Zensus; 2020: Schätzung |        |        |        |        |        |         |

## Klima
|                       | Jan  | Feb  | Mär  | Apr  | Mai  | Jun  | Jul  | Aug  | Sep  | Okt  | Nov  | Dez  |   |      |
| Mittl. Tagesmax. (°C) | 26,1 | 27,2 | 26,0 | 24,2 | 23,6 | 23,3 | 23,2 | 23,7 | 24,3 | 24,1 | 24,0 | 24,7 | ⌀ | 24,5 |
| Mittl. Tagesmin. (°C) | 15,0 | 15,4 | 15,7 | 16,2 | 16,0 | 15,5 | 15,6 | 15,7 | 15,6 | 15,9 | 15,6 | 15,1 | ⌀ | 15,6 |
|                       |      |      |      |      |      |      |      |      |      |      |      |      |   |      |
| Niederschlag (mm)     | 400  | 331  | 680  | 962  | 861  | 482  | 254  | 285  | 494  | 779  | 917  | 694  | Σ | 7139 |

| 15,0 |

| 15,4 |

| 15,7 |

| 16,2 |

| 16,0 |

| 15,5 |

| 15,6 |

| 15,7 |

| 15,6 |

| 15,9 |

| 15,6 |

| 15,1 |

| 15,0 |

| 15,4 |

| 15,7 |

| 16,2 |

| 16,0 |

| 15,5 |

| 15,6 |

| 15,7 |

| 15,6 |

| 15,9 |

| 15,6 |

| 15,1 |

## Verkehr
Mbale besitzt eine Bahnverbindung in Richtung Pakwach und ist an die Bahnverbindung der Nordlinie der Uganda Railway zwischen Kampala und Nairobi bzw. Mombasa in Kenia angeschlossen. Zudem ist die Stadt Knotenpunkt im Straßensystem Ugandas mit Strecken Richtung Soroti, Jinja, Tororo und nach Kenia. Sie ist das Handelszentrum der Region insbesondere für den angebauten Kaffee.

## Sport
Mbale beheimatet den Fußballklub Gangama United.

## Persönlichkeiten
- Robin Sharma (* 1964), mauritianisch-kanadischer Schriftsteller, Philanthrop, Vortragsredner, Trainer und Anwalt

## Nachweise
1. ↑  Mbale City (Stadt, Uganda) - Einwohnerzahlen, Grafiken, Karte und Lage. Abgerufen am 11. Januar 2025.
2. ↑  Tabelle: Weather by month // weather averages Mbale